# Paul Thissen
Paul Thissen (* 1955 in Kleve) ist ein deutscher Kirchenmusiker und Musikwissenschaftler.

## Leben und Wirken
Paul Thissen studierte Kirchenmusik (A-Examen), Schulmusik und Germanistik an der Folkwang Universität der Künste und an der Universität Essen. Des Weiteren studierte er Musikwissenschaft an der Universität Paderborn und an der Hochschule für Musik Detmold. 1995 wurde er promoviert und 2010 erfolgte die Habilitation.
1987 wurde Paul Thissen zum Leiter des Referates für Kirchenmusik im Erzbischöflichen Generalvikariat Paderborn ernannt. Diese Position hielt er bis zu seinem Ruhestand 2021 inne.  Sein Nachfolger wurde Dominik Susteck. Zusätzlich lehrte er an der Hochschule für Musik Detmold als Honorarprofessor.

## Veröffentlichungen
- Zitattechniken in der Symphonik des 19. Jahrhunderts. Studio 1998.
- Das Requiem im 20. Jahrhundert: Vertonungen der Missa pro defunctis. Studio 2009.
- Die Orgel-Symphonien Auguste Fauchards – Ein verspäteter Gattungsbeitrag. In: Bach und Reger im Zentrum – Gerhard Weinberger zum 75. Geburtstag. (auch Herausgeber), Ortus Musikverlag.